# Inele Raschig

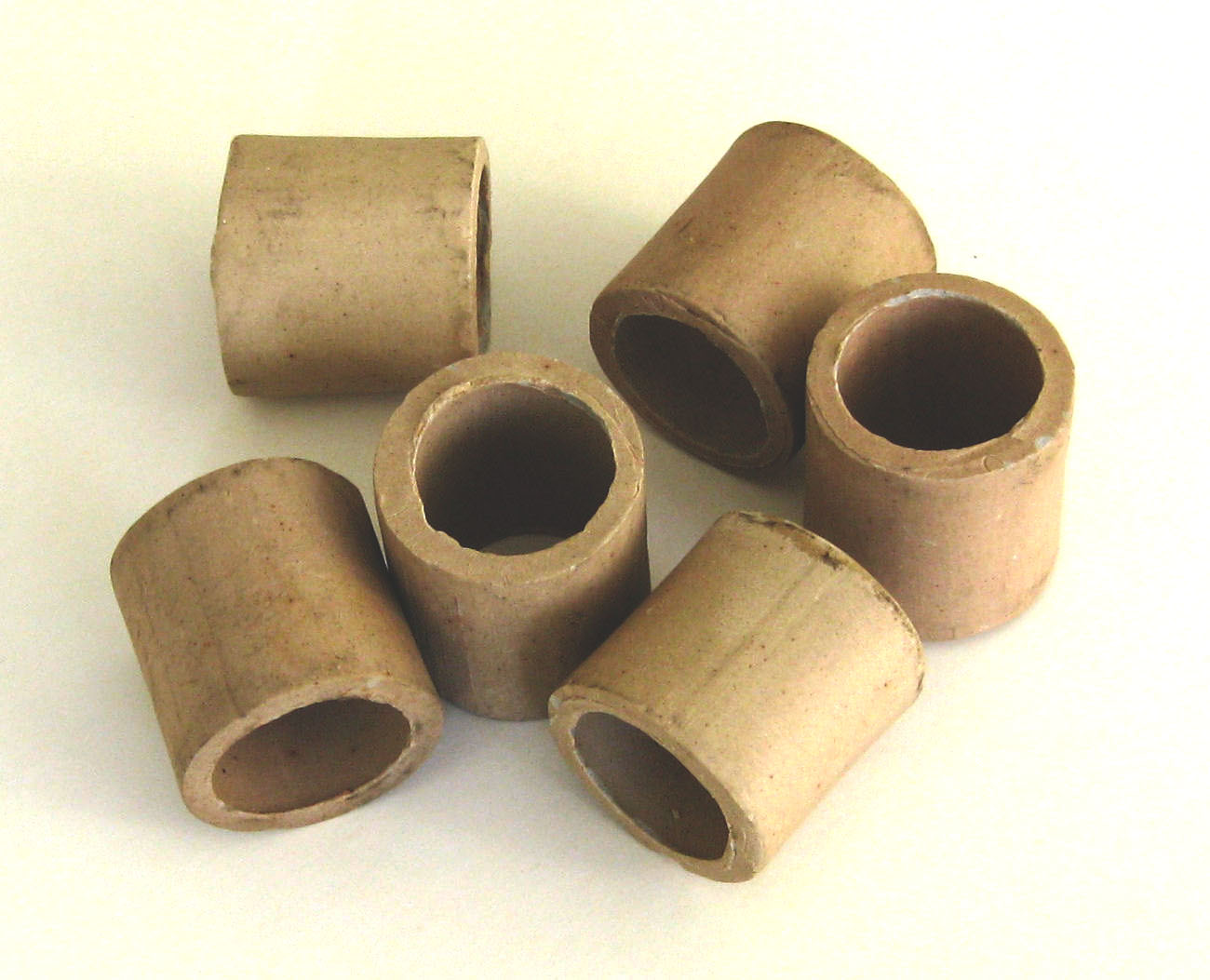
Inele Raschig din ceramică cu diametrul de 25 mm.

Inelele Raschig sunt niște  cilindri de tablă, de porțelan etc., cu diametrul de 1—5 cm, cu înălțimea egală cu diametrul, folosite în industria chimică ca umplutură în coloanele de reacție, de rectificare sau de absorbție, pentru a mări suprafața de contact cu lichidul, cu vaporii, cu gazele care circulă prin coloană. Inelele Raschig au fost numite după inventatorul lor, chimistul german Friedrich Raschig.